# Escuadra naval

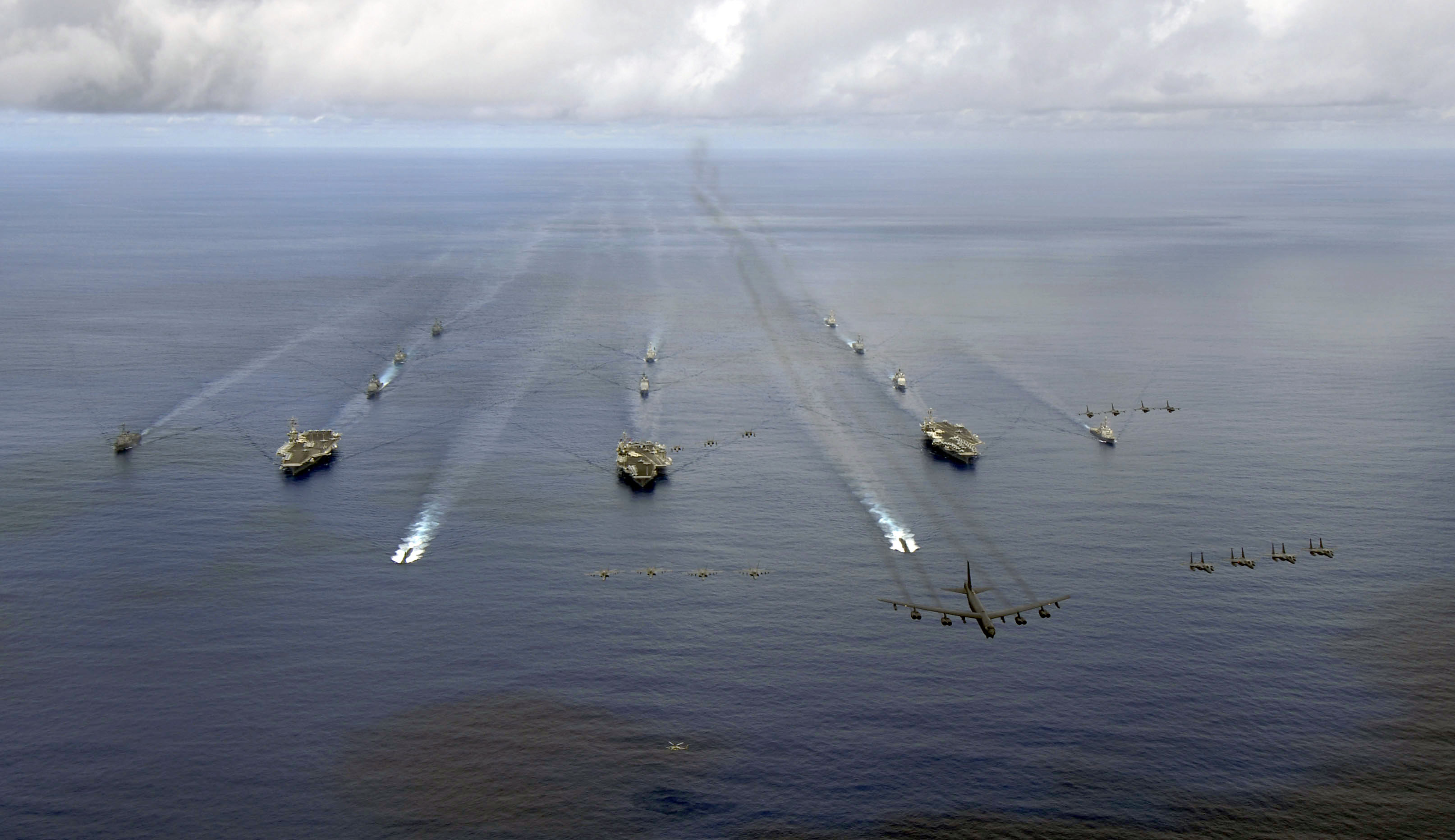
Tercera Flota de los Estados Unidos -.

Un escuadrón naval o escuadra naval es una unidad militar compuesta por tres o cuatro grandes buques de guerra, naves de transporte, submarinos, o a veces pequeñas embarcaciones que pueden ser parte de una mayor fuerza de tareas o flota. Una escuadra se compone generalmente de un grupo homogéneo de la misma clasificación de buques, como son acorazados, cruceros de batalla, cruceros, destructores o fragatas, o de varios tipos encargados de una misión específica como patrullas costeras, bloqueos o desminado. Los buques de guerra más pequeños suelen agruparse en flotillas. 
En la Armada de los Estados Unidos, el término «escuadrón» se ha utilizado siempre para las formaciones de destructores y submarinos.
Antes del año 1864, toda la flota de la Marina Real británica estaba dividida en tres escuadrones, el rojo, el blanco y el azul.

## Elementos de comando
Normalmente la flota está al mando de un oficial superior como un vicealmirante o un contraalmirante, pero algunas veces los escuadrones están al mando de un comodoro o, simplemente, del capitán de más antigüedad (a menudo este va acompañado), dependiendo de la importancia del comando. Un escuadrón grande se divide a veces en dos o más divisiones, cada una de ellas puede ser comandada por un almirante subordinado. Al igual que una flota naval, un escuadrón es por lo general, pero no necesariamente, una formación permanente.

## Tipos de escuadra
Existen varios tipos de escuadrón:

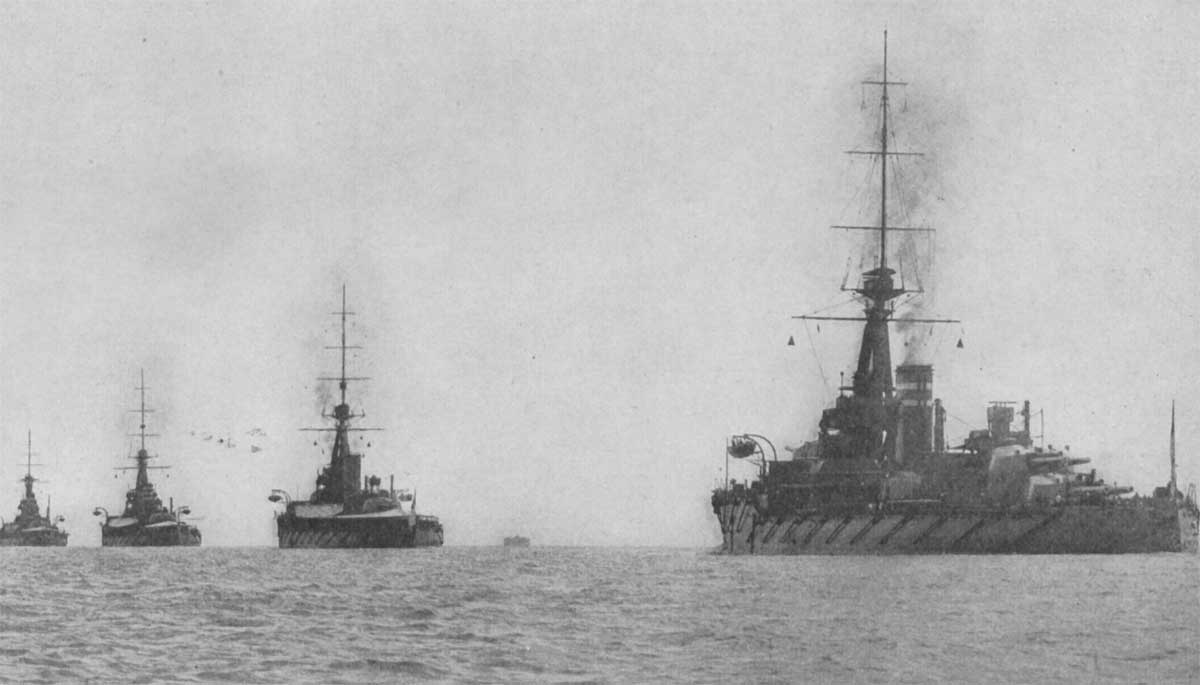
La Segunda escuadra de Combate de la Gran Flota de la Marina Real británica durante la Primera Guerra Mundial; de izquierda a derecha los barcos: King George V, Thunderer, Monarch y Conqueror.

- Escuadras independientes. En efecto, estas son las formaciones que son demasiado pequeñas para ser consideradas como una flota. Los escuadrones independientes pueden ser asignados y designados a un océano o mar en particular, y el Almirante al mando del escuadrón puede ser el comandante en jefe naval en ese escenario.
- Subdivisiones temporales de una flota. En la era de la navegación a vela las flotas fueron divididas en escuadras de vanguardia, centro y de retaguardia, el nombre de su lugar en la línea de batalla. Un destacamento temporal de una flota también se llamaría escuadra.
- Formaciones permanentes de combate. Como los buques de guerra se desarrollaron durante el siglo XIX, los grandes buques de guerra comenzaron a ser formados y entrenados como escuadrones permanentes de la misma clase de barcos de guerra, como el 5.º Escuadra de Combate de la Gran Flota de la Marina Real británica. La Armada de los Estados Unidos incluye varios tipos: Escuadras de Acorazados, Escuadras de Cruceros, Escuadras de Destructores, Escuadras de Escolta, Escuadras de Transporte (TransRons, término en inglés para Transport Squadrons),[1] y Escuadrones de Submarinos (SubRons) término en inglés para Submarine Squadrons).

En las armadas modernas los escuadras han tendido a convertirse en unidades administrativas. La mayoría de las armadas comenzaron a abandonar los escuadras como una formación táctica durante la Segunda Guerra Mundial. La necesidad de proporcionar buques capitales con la pantalla protectora antisubmarina de un destructor y la cobertura aérea desde un portaviones llevó a la utilización creciente de fuerzas de tareas, compuestas por cualquiera de los buques que estaban disponibles para una operación determinada. 
Como los buques de guerra han aumentado de tamaño, el término escuadra ha sido reemplazado gradualmente por el término flotilla o escuadrilla para las formaciones de destructores, fragatas y submarinos en muchas marinas de guerra.